# Berusningsstudie 2:3
Berusningsstudie 2:3, är en svensk kortfilm från 2006, gjord av Dramatiska Institutet. 

## Handling
Skådespelaren Heinz har fått som uppdrag av Folkhälsoinstitutet att spela full på en nattklubb. Heinz drömmer om sitt stora genombrott och de stora scenerna.

## Rollista
- Niki Gunke Stangertz - Li
- Jimmy Lindström - Heinz
- Örjan Ramberg - Den Stor